# Prix Une autre Terre
Le prix Une autre Terre est un prix littéraire créé en 2006 à l'initiative de Christophe Huon. Il est attribué par un jury de lecteurs réuni par l'Association Une autre Terre. Il a été attribué pour la dernière fois en 2016.

## Présentation
Il est décerné chaque année lors des Imaginales, festival des mondes imaginaires d'Épinal.
Le prix Une autre Terre récompense un roman d'anticipation pour sa prise en compte du contexte environnemental actuel et présagé.
Les objectifs du prix Une autre Terre sont les suivants :
- Permettre à la filière technico-scientifique, afin d’optimiser ses procédures, d’entendre et de discuter les thèses innovantes d’écrivains d’anticipation.
- Offrir aux écrivains, afin d’actualiser leurs connaissances, l’accès à un réseau de spécialistes techniques et scientifiques.
- Fédérer un réseau de partenaires, tous passionnés de littérature de science-fiction, autour d’un projet convivial d’échange et d’amélioration permanente.

## Lauréats
- 2007 : Aqua™ par Jean-Marc Ligny
- 2008 : Épicentre par Claire et Robert Delmas
- 2009 : En panne sèche par Andreas Eschbach
- 2012 : La place aux Autres par Philippe Mouche
- 2013 : La Fille automate par Paolo Bacigalupi
- 2014 : La Constellation du chien par Peter Heller
- 2015 : La Liquidation par Laurent Cordonnier
- 2016 : Collision de Vincent Verhelst